# Kamuli
Kamuli – miasto w Ugandzie, stolica dystryktu Kamuli.